# Nieuw-Nederland Compagnie

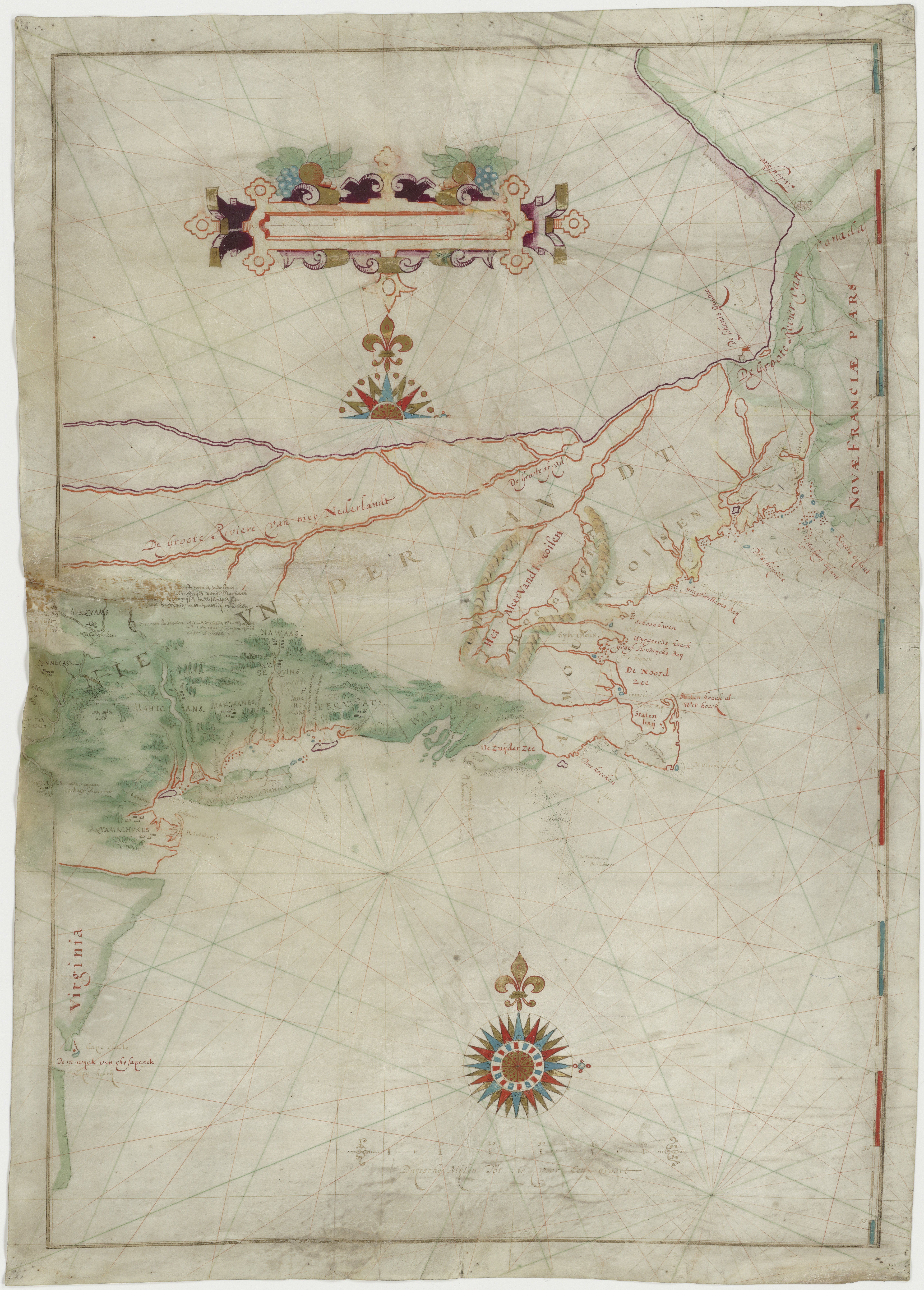
Een van de eerste kaarten die de compagnie in gebruik had

De Nieuw-Nederland Compagnie was een kartel van Nederlandse kooplieden dat werd opgericht op
11 oktober 1614 met het oog op de handel in Nieuw-Nederland. Zij wordt ook wel als de voorganger van de Nederlandse West-Indische Compagnie gezien.

## Ontstaansgeschiedenis
In opdracht van de VOC zocht Henry Hudson in het begin van de 17e eeuw naar een doorgang via de oostkust van Noord-Amerika. Hoewel hij de Noordwestelijke Doorvaart nooit gevonden heeft ontdekte hij tijdens deze tocht wel de Hudsonbaai. Hierbij werden contacten opgedaan met de oorspronkelijke bewoners van de streek, waaruit later de bonthandel ontstond.

## Oprichters
Omdat de bonthandel gevaarlijk was, en de Hans Claesz compagnie tegen dubbele prijs inkocht om zo haar concurrentie uit te schakelen, werd uiteindelijk het kartel opgericht door Amsterdamse bonthandelaren.
De oprichters waren:
- Gerrit Jacobz en Jonas Witsen
- Simon Morissen
- Hans Hongers
- Paulus Pelgrom
- Lambrecht van Tweenhuyzen
- Arnolt van Lybergen
- Wessel Schenck
- Hans Claessen
- Berent Sweertssen